# TIME -Song for GUNHED-
「TIME -Song for GUNHED-」（タイム ソング・フォー・ガンヘッド）は、永井真理子の8枚目のシングル。1989年7月1日発売。品番は00FD-4015。

## 概要
アルバム『Miracle Girl』の収録曲「TIME」をシングル・カットしたもの。東宝配給の映画『ガンヘッド』の主題歌となったため、副題が付け加えられ、これ以後はこの題名が正式な曲名となる。

## 収録曲
- 全作詞：亜伊林 / 編曲：根岸貴幸

1. TIME -Song for GUNHED-[3:42]
  - 作曲：馬場孝幸
2. あなたを見てると[5:32]
  - 作曲：本多俊之